# Kay Parker
Kay Rebecca Taylor (Birmingham, 28 de agosto de 1944-Los Ángeles, 14 de octubre de 2022) fue una actriz pornográfica británica que, luego de su retiro, trabajó como consejera espiritual. Fue miembro del Salón de la fama de XRCO y el Salón de la fama de AVN.
Nacida en Birmingham, creció en un hogar conservador. Se mudó a los Estados Unidos a los 21 años donde trabajó en importaciones. Mientras vivía en San Francisco, se interesó en la actuación y estudió drama. Fue conocida por las escenas de incesto de la serie de películas Taboo.

## Carrera profesional
Se señala que Parker fue introducida en la industria del cine para adultos a finales de la década de 1970 por el actor John Leslie, quien le sugirió que participara en una de sus próximas películas. Hizo su primera aparición en "V - The Hot One" en un papel no sexual. Poco después, el director porno Anthony Spinelli la convenció para hacer su primera escena de sexo en la película Sex World (1977). A pesar de entrar en la industria del cine para adultos a una edad más tardía que la mayoría, se convirtió en una de las principales estrellas del sector y a menudo formaba pareja con coprotagonistas más jóvenes. Por lo general, fue elegida para papeles de mujer madura, como madres, madrastras, tías ricas y divorciadas adineradas. Es más conocida por sus papeles en Dracula Sucks] (1978) y la película de 1980 Taboo. Se retiró del porno a mediados de la década de 1980 y durante un tiempo trabajó para Caballero Home Video como su representante de relaciones públicas. También apareció en pequeños papeles en varias películas convencionales y series de televisión, como The Best Little Whorehouse in Texas.

### Años posteriores
En 2001, Parker escribió su autobiografía titulada Tabú: Sagrado, no tocar: An Autobiographical Journey Spanning Six Thousand Years, en la que habla de su infancia, su carrera en la industria para adultos y sus experiencias con la metafísica. En 2016 se publicó una versión revisada, Taboo: Sacred Don't Touch - The Revised Version. Más tarde tuvo un canal de YouTube en el que respondía en sus vídeos a preguntas de sus fans sobre infinidad de temas sobre espiritualidad y ejercicios espirituales para el crecimiento personal individual. También ofrecía sesiones personales de Skype con clientes que le pagaban por asesoramiento espiritual.
Participó del documental A Taboo Identity (Una identidad tabú), en donde narra su transición de estrella porno a consejera espiritual. Falleció en Los Ángeles, California, el 14 de octubre de 2022, a los 78 años, de cáncer.

### Muerte
Parker murió en Los Ángeles el 14 de octubre del 2022, a la edad de 78 años. Su familia no reveló la causa de su muerte.